# Fallholmen (vid Tjuvö, Lovisa)
Fallholmen är en ö i Finland. Den ligger i Finska viken och i kommunen Lovisa i den ekonomiska regionen  Lovisa i landskapet Nyland, i den södra delen av landet. Ön ligger omkring 70 kilometer öster om Helsingfors.
Öns area är 4,1 hektar och dess största längd är 270 meter i sydväst-nordöstlig riktning. Närmaste större samhälle är Lovisa, 10,4 km norr om Fallholmen.